# Vol Lufthansa 540
Le 20 novembre 1974, le Boeing 747 opérant le vol Lufthansa 540, un vol régulier international reliant Francfort, en Allemagne, à Johannesburg, en Afrique du Sud, avec une escale prévue à Nairobi, au Kenya, s'écrase et prend feu lors du décollage à l'aéroport international Jomo Kenyatta de Nairobi, lors de la dernière étape du vol, tuant 59 des 157 passagers et membres d'équipage à bord. Il s'agit du premier accident mortel impliquant un Boeing 747, ainsi que de l'accident aérien le plus meurtrier jamais enregistré par Lufthansa.

## Avion et équipage

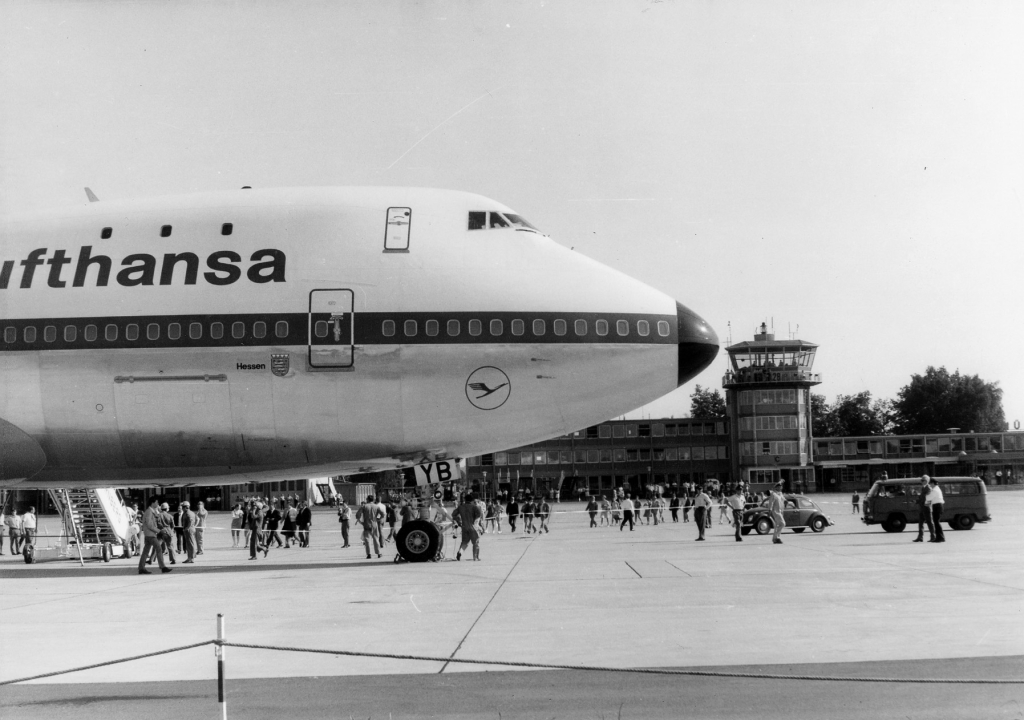
D-ABYB, le 747 impliqué dans l'accident, ici à l'aéroport Albrecht-Dürer de Nuremberg en juillet 1970.

L'appareil impliqué est un Boeing 747-130, immatriculé D-ABYB et nommé Hessen. C'est le deuxième 747 à être livré à la compagnie Lufthansa. Il effectua son premier vol le 30 mars 1970 et fut livré à Lufthansa le 13 avril de la même année. Il est propulsé par quatre turboréacteurs, de type Pratt and Whitney JT9D-7, et il totalise 16 781 heures de vol au moment de l'accident.
L'équipage du vol 540 se compose du commandant de bord Christian Krack (53 ans), qui compte plus de 10 000 heures de vol, dont 1 619 heures sur Boeing 747, ainsi que du copilote Hans-Joachim Schacke (35 ans), qui totalise 3 418 heures de vol, avec plus de 2 000 heures sur 747, et du mécanicien navigant Rudolf Rudi Hahn (51 ans), avec 13 000 heures de vol à son actif.

## Accident
Après un changement d'équipage, le vol 540 devait décoller de Nairobi, au Kenya peu avant 8 h 00, heure locale, à destination de Johannesburg, en Afrique du Sud. À 7 h 52, heure locale, le 747 a été autorisé à décoller par la tour de contrôle de l'aéroport de Nairobi. Le commandant de bord Krack était alors le pilote en fonction (PF), tandis que le copilote Schacke était responsable de la gestion aéronautique de la route et que le mécanicien navigant Hahn était assis à son poste, situé à droite derrière les pilotes. Le poids au décollage de l'avion était alors de 254 tonnes, ce qui est bien en dessous du poids maximal autorisé au décollage pour ce type d'avion.
Alors que le vol 540 décollait de la piste 24 de l'l'aéroport international Jomo Kenyatta de Nairobi, les pilotes ont ressenti une vibration sourde alors que l'appareil s'élançait sur la piste. Le commandant de bord a ensuite poursuivi la montée et a rentré le train d'atterrissage. Cependant, pendant cette opération, l'avion a commencé à perdre rapidement de l'altitude et le voyant de l'avertisseur de décrochage s'est allumé. 
L'avion a continué à descendre rapidement et, à environ 3 700 pieds (1 100 m) de l'extrémité de la piste, le 747 s'est écrasé dans la zone herbeuse bordant l'aéroport. Il a ensuite heurté une route d'accès surélevée et s'est disloqué en plusieurs tronçons. Le réservoir de l'aile gauche a ensuite explosé et le feu s'est alors propagé au reste du fuselage. 54 des 139 passagers et 5 des 18 membres d'équipage sont morts lors de l'impact initial et de l'incendie qui a suivi le crash.
Le commandant de bord et le mécanicien navigant n'ont pas pu ouvrir la trappe de secours située sur le toit du cockpit, ni la porte de service de l'équipage sur le pont supérieur (où se trouvait un toboggan de secours) et ont sauté à travers les débris derrière le cockpit (les escaliers étaient alors bloqués) pour rejoindre le pont inférieur. Ils ont ensuite rampé à travers des trous dans la carlingue. Le copilote, qui se trouvait toujours dans le cockpit, a finalement réussi à ouvrir la trappe de secours située sur le toit du 747 et a fait une descente en rappel d'environ 9 mètres dans le vide, au milieu des débris et du kérosène qui flambaient tout autour de l'avion.

## Cause
La cause du crash du vol 540 a été déterminée comme étant un décrochage provoqué par les becs de bord d'attaque qui avaient été laissés en position rétractée. Même si les volets de bord de fuite étaient déployés, sans le déploiement des becs, la vitesse de décrochage de l'avion était plus élevée et l'angle d'attaque maximal était plus faible. En conséquence, le 747 n'a pas pu sortir de l'effet de sol et s'est retrouvé dans l'impossibilité de prendre de l'altitude. 
Les enquêteurs ont découverts que le mécanicien navigant n'avait pas ouvert les vannes de prélèvement d'air du système de contrôle des becs, comme l'exigeait la liste de vérification avant vol. Cela a empêché l'air prélever dans les moteurs de circuler dans le système de commande des becs et, comme les becs de bord d'attaque du 747 sont actionnés pneumatiquement, l'a empêché de déployer les becs de bord d'attaque pour le décollage. Le système d'avertissement de décollage (en) (TOWS), qui aurait déclenché une alarme si les volets n'avaient pas été correctement réglés pour le décollage, ne disposait cependant pas d'une alarme séparé indiquant que la vanne pneumatique des becs n'avait pas été ouverte par le mécanicien navigant.
L'état défectueux des becs aurait dû être signalé par des voyants d'avertissement de couleur jaunes : un pour les pilotes et huit pour le mécanicien navigant. Cependant, les deux membres de l'équipage ont déclaré devant les enquêteurs que ces voyants étaient tous verts. Trois explications possibles ont depuis été avancées pour cette incohérence : soit la lumière matinale du soleil aurait brièvement aveuglé l'équipage et entravé ainsi la perception des couleurs, soit c'est une erreur de conception qui aurait pu conduire à ce que les voyants soient verts malgré les becs rentrés, soit l'équipage aurait menti. Aucune de ces trois possibilités n'ont pu être prouvée de manière concluante. 
L'équipage a été accusé de ne pas avoir effectué une liste de vérifications satisfaisante avant le décollage, mais le rapport d'enquête a également mis en cause l'absence de systèmes d'avertissement adéquats qui auraient pu alerter l'équipage du problème. Deux occurrences précédentes de ce type d'erreur avaient déjà été signalées, mais dans ces cas, les pilotes avaient pu récupérer l'avion à temps. Après ce troisième accident, Boeing a ajouté plusieurs systèmes pour avertir les pilotes si la vanne pneumatique des becs n'avait pas été ouverte avant le décollage.

## Conséquences
Le commandant Krack et le mécanicien navigant Hahn ont été licenciés de Lufthansa peu de temps après, mais leurs licenciements ont été annulés par un tribunal du travail, car aucun rapport d'enquête n'était alors disponible pour exclure la possibilité d'un défaut technique. 
Le mécanicien navigant Hahn a également été accusé de négligence criminelle, mais a été acquitté en 1981. En réalité, il existe des indices montrant que Lufthansa était déjà au courant de ce problème avec les becs avant le crash. Il n'est donc pas encore certain que l'équipage, et notamment le mécanicien navigant, ait réellement commis une erreur. 
Avant même le crash du vol 540, d'autres opérateurs de Boeing 747 avaient déjà rencontré à plusieurs reprises des problèmes avec le système de commande des becs. British Airways et KLM Royal Dutch Airlines ont donc équipé leurs avions d'un système d'avertissement supplémentaire facultatif concernant la position des becs au décollage, ce que Lufthansa n'a pas fait. 
Deux mois seulement avant le crash du vol 540 à Nairobi, Lufthansa avait déjà connu un grave incident : bien que les voyants lumineux des becs soient « verts », indiquant donc qu'ils étaient sortis, les becs ne l'étaient pas en réalité. Ce n'est que parce que le commandant de bord expérimenté s'est méfié des affichages et a regardé par la fenêtre du cockpit que ce fait a été remarqué avant le décollage. 
Boeing a également admis, lors de l'enquête sur cet accident, que l'affichage de la position des becs pouvait parfois être incorrect.